# Neelix

Neelix   je lik iz Zvjezdanih staza: Voyager. Glumi ga Ethan Phillips. Neelix je Talaksijanac, koji se pridružio posadi Voyagera i postao njihov kuhar i časnik za moral.

## Raniji život
Odrastao je s roditeljima, sestrama i bratom na Rinaksu, mjesecu u Talaksovoj orbiti. On i sestre su svaki dan istraživali šumu iza kuće. Najdraža sestra mu je uvijek bila Alixia. Njih dvoje su zajedno istraživali špilje Trouth, šetali pustinjskim dinama Talmoutha i lovili arktičke paukove. Blizu njegove kuće nalazile su se Rinaksijske močvare, gdje bi temperature po ljeti dosezale i do 50 stupnjeva, s 90% vlažnosti. S 18 godina dolazi na Talaks kako bi radio u orbitalnom dizalu.

Tokom rata s Hakonijancima vlada je pozvala Neelixa u rat, no on odbija poziv uz objašnjenje da je rat nepravedan, zbog čega se i morao skrivati od vlasti dvije godine. Dok je on bio na Talaksu, Hakonijanci su na Rinaxu 2355. godine prouzročili metreonsku kaskadu,  pri čemu je poginula Neelixova obitelj i oko 300,000 drugih Talaksijanaca. Nedugo nakon napada, Neelix posjeti Rinaks i pokuša spasiti djevojčicu Palaxiju. Nažalost, njene ozljede bile su fatalne po njen život te je ubrzo umrla.

Nakon smrti obitelji i Talaksa pod tuđinskom vlašću, Neelix je napustio svoj dom. Neko vrijeme radio je u rudarskoj koloniji. Dvije godine proveo je kao pomoćnik strojara na teretnjaku, gdje je naučio dosta o warp teoriji. Također je proveo šest godina na talaksijskom teretnjaku otpada.

U međuvremenu, Neelix je kupio svoj brod Baxial, te počeo raditi kao trgovac, razmjenjujući raznu robu. Isprva je mislio da je brod ružan no kasnije nije mogao zamisliti život bez njega. Posao trgovca mu je omogućio upoznavanje mnogih sektora u Delta Kvadrantu, kao i da se upozna s raznim vrstama toga sektora. Do godine 2371. trgovao je u blizini Skrbnikove svemirske postaje, te je tamo upoznao mladu Okampu imenom Kes. 2371. USS Voyager stupio je s njim u kontakt. U konačnici su se Neelix i Kes pridružili posadi Voyagera. 

## Na Voyageru
Na Voyageru Neelix je radio kao kuhar, diplomatski savjetnik za Delta kvadrant, te čak kao časnik za moral. Kasnije je pokrenuo emisiju "Vijesti s Neelixom" gdje je davao informacije o trenutnim zbivanjima na Voyageru. Koristeći tu emisiju i svoje istražiteljske sposobnosti, Neelix je 2372. uspio saznati tko je izdajica koji je davao informacije Seski i Kazoncima - Michael Jonas. Znatno je pomagao Voyageru pri uspostavljnju odnosa s novim vrstama iz Delte, zbog čega mu je Janeway neslužbeno dala naslov veleposlanika.

Na jednoj od prvih misija, Neelix i posada su se susreli s novom vrstom, Vediencima. Kako su Vedienci bili bolesni, krali su organe od drugih rasa i tako ukrali Neelixu pluća. Doktor je osmislio privremeno rješenje; ugradio je Neelixu holografska pluća. Iako učinkovita, pluća nisu bila baš "ugodna"; pošto su bila holografska Neelix se nije smio pomaknuti niti centimetar. Na kraju ga Kes spašava donirajući svoje plućno krilo.

Na Voyageru je upoznao Jetrela, Hakonijanca koji je osmislio oružje koje je uništilo njegov planet i ubilo mu obitelj. Jetrel je želio pomoći Neelixu, i ljudima koje je ubio. Želio je koristiti Voyagerove transportere jer je vjerovao da bi uz pomoć molekularne integracije iz Rinaxove atmosfere mogao ponovno oživjeti poginule Talaksijance. Kako je Jatrel bio bolestan, brzo umire. Neelix ga je na početku prezirao, no kada je shvatio da mu je žao i da je samo želio pomoći mu oprosti.

Godina 2373. je donijela mnoge avanture Neelixu. Kada je Voygaer otkrio planet na kojem su dvojca Ferengija izrabljivala ljude za osobni dobitak, Neelix se prerušio u Grand Proxya i pokušao ih je zaustaviti. Cijela ideja je na kraju propala, i Neelixa su skoro spalili živog. Iste godine Kes je skoro umrla, te je bila u komi, no kapetanica ju je spasila.
Na postaji kod Nekritskog prostranstva susreće se s prijateljem Wixibanom. Spletom okolnosti, postane uključen u nelegalnu trgovinu, tako da je na kraju stradao od eksplozije plazme koju je ukrao s Voyagera. Janeway mu je za kaznu odredila da dva tjedna čisti plazmene vodove. 

2374. godine Neelix je poginuo prilikom istraživanja protomaterijske maglice. Sedma od Devet ga je, koristeći borgovsku tehnologiju, uspjela oživjeti. Međutim, bio je vrlo uzrujan, jer nakon smrti nije dospio u zagrobni život. Kao rezultat svega toga pokušao je izvršiti samoubojstvo ali ga je Chakotay uvjerio da je potreban Voyageru. Kako je bio veoma blizak s obitelji Wildman, postao je kum prvorođenom djetetu na Voyageru, maloj Naomi Wildman.

2378. Voyager je otkrio koloniju Talaksijanaca u jednom asteroidu. Pomogao im je da se oslobode nasrtljivih rudara koji su pokušali uništiti taj asteroid u kako bi mogli nastaviti iskapanje rudače. U međuvremenu, Neelix se zaljubio u udovicu Dexu i sprijateljio s njezinim sinom Braxom. Za vrijeme boravka na asteroidu počeo je preispitivati svoj pološaj na Voyageru. Uvidjevši njegovo kolebanje između lojalnosti prema vlastitoj vrsti i osjećaja odgovornosti prema posadi Voyagera, kapetanica Janeway mu je ponudila da ostane živjeti s Talaksijancima, i da postane prvi federacijski veleposlanik u Delta kvadrantu. Prihvatio je ponudu i otišao živjeti s Dexom i Braxom. Rastanak s posadom Voyagera bio je dirljiv, a posebno dirljiva scene bila su kada se rastajao s Naomi i Tuvokom. Nakon toga ostao je u kontaktu s posadom Voyagera, posebno sa Sedmom i Naomi, sve do njihovog povratka u Alfa kvadrant, koji se zbio nekoliko tjedana nakon toga.

## Odnosi

### Kes
Neelix i Kes su se upoznali prije Voyagera, te su bili u intimnoj vezi. Neelix i posada Voyagera su ju je spasili od Kazonaca, nakon čega su primljeni na brod.
Neelix je stalno bio ljumoboran na Kes i njezin odnos s Tomom Parisom, što je uzrokovalo svađu među dvojcom.
2371. skoro je postao otac. Kako je Kes bila pod utjecajem tuđinaca, postala je plodna, što je bilo nemoguće za njezinu vrstu u njezinim godinama. Okampe su plodne samo jednom u životu, tako da su Kes i Neelix razmišljali o tome da li žele to dijete. Kada je Neelix napokon odlučio da želi, Kes se predomislila.
2373. godine Neelix i Kes okončali su svoju ljubavnu vezu.
Kako su Kesine telepatske moći svakim danom rasle, morala je napustiti Voyager. Njezine promjene su štetile brodu. Nisu se vidjeli sve do 2376., nakon čega se ona vratila svojim ljudima.

### Tuvok
Tuvok i Neelix su se upoznali nakon njegovog dolaska na Voyager sredinom 2371. Tuvok je sebe predstavio kao Vulkanca, pa ga je Neelix sljedećih sedam godina oslovljavao s "gospodine Vulkanče" (Mr. Vulcan).
Tokom povratka s misije, Tuvok i Neelix su se spojili u jednu osobu, na molekularnoj razini, i tako je nastao vulkansko-talaksijanski mješanac Tuvix. Posjedovao je sjećanja obojce, kao i njihove osobnosti. Živio je samo par tjedana, koliko je trebalo Doktoru da nađe način kako vratiti Neelixa i Tuvoka. Tuvix se znatno protivio tome. Nije se saznalo jesu li njih dvojica bili svjesni toga da su bili spojeni.
Kako Tuvok nije previše volio Neelixa to ih je često dovodilo u konflikte. Nakon što su bili poslani na misiju na planet Nezu, bili su primorani surađivati. Na Nezuu su trebali pronaći i spasiti grupu znanstvenika, koji su bili zatočeni na planetu zbog konstantnih bombardiranja asteroidima. Jedan od znanstvenika im priznaje da je među njima izdajica koji je odgovoran za bombardiranja. Na kraju je Neelix spasio Tuvoka i otkrio izdajicu. Nakon toga Tuvok je promijenio mišljenje o njemu.

## Važni događaji
2349. - Cijela Neelixova obitelj umire.
2360. - Kupuje vlastiti svemirski brod te započinje trgovati.
2370. - Upoznaje Kes i zaljubljuje se u nju.
2371. - Zajedno s Kes pridružuje se posadi Voyagera.
2371. - Vidijanci na prepad odstranjuju Neelixovo plućno krilo, Kes ga spašava donirajući svoje plućno krilo.
2372. - Započinje s emitiranjem brodskih vijesti pod naslovom "Vijesti s Neelixom" u kojima daje informacije o trenutnim zbivanjima na Voyageru.
2372. -  Nakon transporterske nesreće, Neelix i Tuvok su spojeni u jednu osobu. Kasnije kapetanica Janeway naređuje njihovo razdvajanje.
2373. - Susreće se s prijateljem Wixibanom na postaju uz rub Nekritskog Prostranstva, te se u upušta u sumnjive poslove kako bi mu pomogao.
2373. - Veza između Kes i Neelixa završava.
2374. - Neelix pogiba na izvidničkoj misiji, kasnije je spašen pomoću Borgove tehnologije.
2378. - Napušta USS Voyager kako bi obavljao dužnost veleposlanika u Delta kvadrantu. Živi Dexom i njezinim sinom Braxom.